# Jonny Hill (chanteur)
Pour les articles homonymes, voir Jonny Hill et Hill.
Jonny Hill, nom de scène de Ferenc Gillming (né le 27 juillet 1940 à Graz) est un chanteur autrichien.

## Biographie
Jonny Hill est dans un premier temps acteur. Il a plusieurs petits rôles au théâtre et a un rôle de figuration dans le long métrage Auf Wiedersehn am blauen Meer (de). Hill est découvert en tant que chanteur par Lotar Olias, qui veut le soutenir à cause de sa ressemblance avec celle de Freddy Quinn. Sous le nom de Victor, il enregistre les singles Liebe ist Feuer und Wasser et Ich bin dein Freund en 1968. En octobre 1969, Jonny Hill fait sa percée dans le nord de l'Allemagne avec la chanson schlager Wieder in der Heimat. Ilse Seemann le présente dans le Deutschen Schlagerparade de NDR 2, où il atteint la 7e place. En mars 1971, il a un deuxième succès similaire dans le nord avec Und küssen konnte sie gut. Il participe à la sélection de l'Allemagne au Concours Eurovision de la chanson 1978 avec la chanson Louisiana où il finit 8e sur quinze participants. En 1979, il remporte son dernier grand succès avec Ruf Teddybär Eins-Vier (en). En plus des chansons schlager et country, Hill chante également des chansons folkloriques et des chants de marins.
En 1989, Jonny Hill a sa propre émission de télévision sur RTL appelée Kilometer 330. Il participe au Grand Prix der Volksmusik 1992 où, avec Zur großen Freiheit, il finir 9e. Il a de nouveau présent en 1995 avec le titre Sieben Meer, qui arrivé à la 12e place du tour préliminaire allemand. Il a plus de succès dans Lieder so schön wie der Norden 1993, télé-crochet en Basse-Saxe, où Kleine Helden auf großer Fahrt est deuxième. Au Deutsche Schlager-Festspiele 1998, sa chanson Der Regenmann est 6e.
Hill est marié à sa femme Helga depuis 1964. Il est le frère de l'écrivain Folke Tegetthoff.

## Discographie
- 1969 : Eine Reise um die Welt
- 1971 : Unsere Heimat ist der Ozean
- 1975 : Weit, weit, weit ist es nach Lüdenscheid
- 1976 : Über alle sieben Meere (avec Käpt'n Ross et le Hummel-Hummel-Orchester)
- 1976 : Auf großer Fahrt
- 1976 : Weihnachten mit Dir
- 1979 : Soweit die Füße tragen
- 1979 : Die bekanntesten 24 Country Hits in Deutsch
- 1980 : Ein Mann und das Meer
- 1981 : Die schönsten deutschen Volkslieder im Country-Sound
- 1982 : Jonny Hill
- 1983 : Country Songs
- 1986 : Westwärts
- 1986 : Jonny Hill singt die größten Country-Hits
- 1987 : Hallo Teddybär
- 1988 : Zorn und Zärtlichkeit
- 1989 : Unter dem Himmel von Hamburg
- 1989 : Heut geht es an Bord
- 1989 : König der Landstraße
- 1990 : Ohne Grenzen
- 1991 : Ich bin für die Liebe
- 1991 : Zu Hause brennt ein Lichterbaum
- 1991 : Country Christmas
- 1993 : Meine Liebe lebt
- 1996 : Mitten im Leben
- 1996 : Laß mich sein wie ich bin!
- 1998 : Ich fahr’ meine Tour
- 1999 : Wölfe und Schafe
- 2000 : Auf großer Fahrt
- 2002 : Überall
- 2002 : Bis ans Ende der Welt
- 2003 : Herzlichst
- 2003 : Ich hab noch viele Träume
- 2004 : Gala der Gefühle (album duo avec Linda Feller)
- 2006 : Lichter auf den Hügeln
- 2009 : Unvergessene Hits
- 2011 : Jonny Hill singt .. die schönsten Lieder von Freddy Quinn
- 2011 : Das Beste – 30 Jahre
- 2012 : In Nashville
- 2014 : Bitte treten Sie zurück
- 2017 : Mein Herz für Tiere

## Source de la traduction
- (de) Cet article est partiellement ou en totalité issu de l’article de Wikipédia en allemand intitulé « Jonny Hill » (voir la liste des auteurs).